# Choanoflagellata
Os coanoflagelados (Choanoflagellata, Choanoflagellatea ou Choanomonada) são um táxon de protistas aquáticos (marinhos e de água doce) formados por uma célula arredondada que tem num dos polos um flagelo rodeado por um "colar" de microvilosidades. O flagelo provoca uma corrente de água e o colar filtra as partículas nutritivas, que são depois ingeridas por fagocitose.
As 600 espécies de coanoflagelados conhecidas são todas formadas por células muito pequenas que podem viver isoladas, livres ou sésseis, ou na forma de colónias. Possuem, em geral, um revestimento celular de celulose e outros glícidos complexos, embora haja células nuas e outras envolvidas por uma teca rígida. Apenas se conhece a sua reprodução por fissão binária; no entanto, a espécie colonial Proterospongia haeckeli forma células amebóides, que se pensa poderem ter algum papel específico na reprodução.

## Filogenia
Estas células são muito semelhantes aos coanócitos das esponjas, o que sugere a existência de um antepassado comum, que poderá ter vivido no final do Pré-Câmbrico, há cerca de um bilhão de anos (mil milhões de anos). Para além disso, estes protozoários podem ser coloniais, agregados por uma matriz gelatinosa; os Acanthoedidae possuem ainda uma teca (um invólucro) rígida, suportada por varetas de sílica, o que permite associá-los às esponjas siliciosas.
Análises filogenéticas indicam que este clado pode ser o "irmão" mais próximo dos animais (Metazoa).

## Subgrupos
Os coanoflagelados são tradicionalmente divididos em duas famílias:
- Salpingoecidae
- Codonosigidae